# Como si na
Como si na è un singolo del rapper argentino Duki, pubblicato il 16 marzo 2020.

## Tracce
1. Como si na – 4:15